# Puskiakiwenin 122
Puskiakiwenin 122 är ett reservat i Kanada.   Det ligger i provinsen Alberta, i den centrala delen av landet, 2 600 km väster om huvudstaden Ottawa.
Omgivningarna runt Puskiakiwenin 122 är en mosaik av jordbruksmark och naturlig växtlighet. Trakten runt Puskiakiwenin 122 är nära nog obefolkad, med mindre än två invånare per kvadratkilometer.